# Debaser
«Debaser» es una canción de la banda estadounidense de rock alternativo Pixies, y la primera pista de su álbum de 1989 Doolittle. La canción fue escrita y compuesta por el líder de la banda Black Francis y producida por Gil Norton.
La letra de la canción está basada en la película surrealista Un perro andaluz de Luis Buñuel y Salvador Dalí. El título, «degradador» en español, hace referencia a la época de la película, la cual cambia el estilo del arte cinematográfico y lo lleva a ser más excéntrico y obsceno, más degradante. En la canción Thompson (Black Francis) quiere llegar a ser ese degradador, como un adolescente que se rebela contra los cimientos del arte.

## Lista de canciones

### Debaser: Demo
1. «Debaser» (Demo) – 2:59
2. «No. 13 Baby» (Demo) – 3:10

### Debaser: Live
1. «Debaser» (Live in Chicago, 10 de agosto de 1989) – 2:44
2. «Holiday Song» (Live in Chicago, 10 de agosto de 1989) – 2:10
3. «Cactus» (Live in Chicago, 10 de agosto de 1989) – 2:27
4. «Nimrod's Son» (Live in Chicago, 10 de agosto de 1989) – 3:08

### Debaser: Studio
1. «Debaser»  – 2:52
2. «Bone Machine» (Live in Netherlands, 1990) – 3:03
3. «Gigantic» (Live in Netherlands, 1990) – 3:24
4. «Isla de Encanta» (Live in Netherlands, 1990) – 1:44